# Troina

Ubicació de Troina dins de la província

Troina (sicilià Truina) és un municipi italià, dins de la província d'Enna. L'any 2008 tenia 9.822 habitants. Limita amb els municipis de Regalbuto, Gagliano Castelferrato Cerami, Bronte (CT), Randazzo (CT), San Teodoro (ME) i Cesarò (ME).

## Administració
| Període | Identitat | Partit | align=center\|-2003-2007 | Angelo Trovato | Centreesquerra | 2007- | Costantino Carchiolo | Centredreta |

## Galeria d'imatges

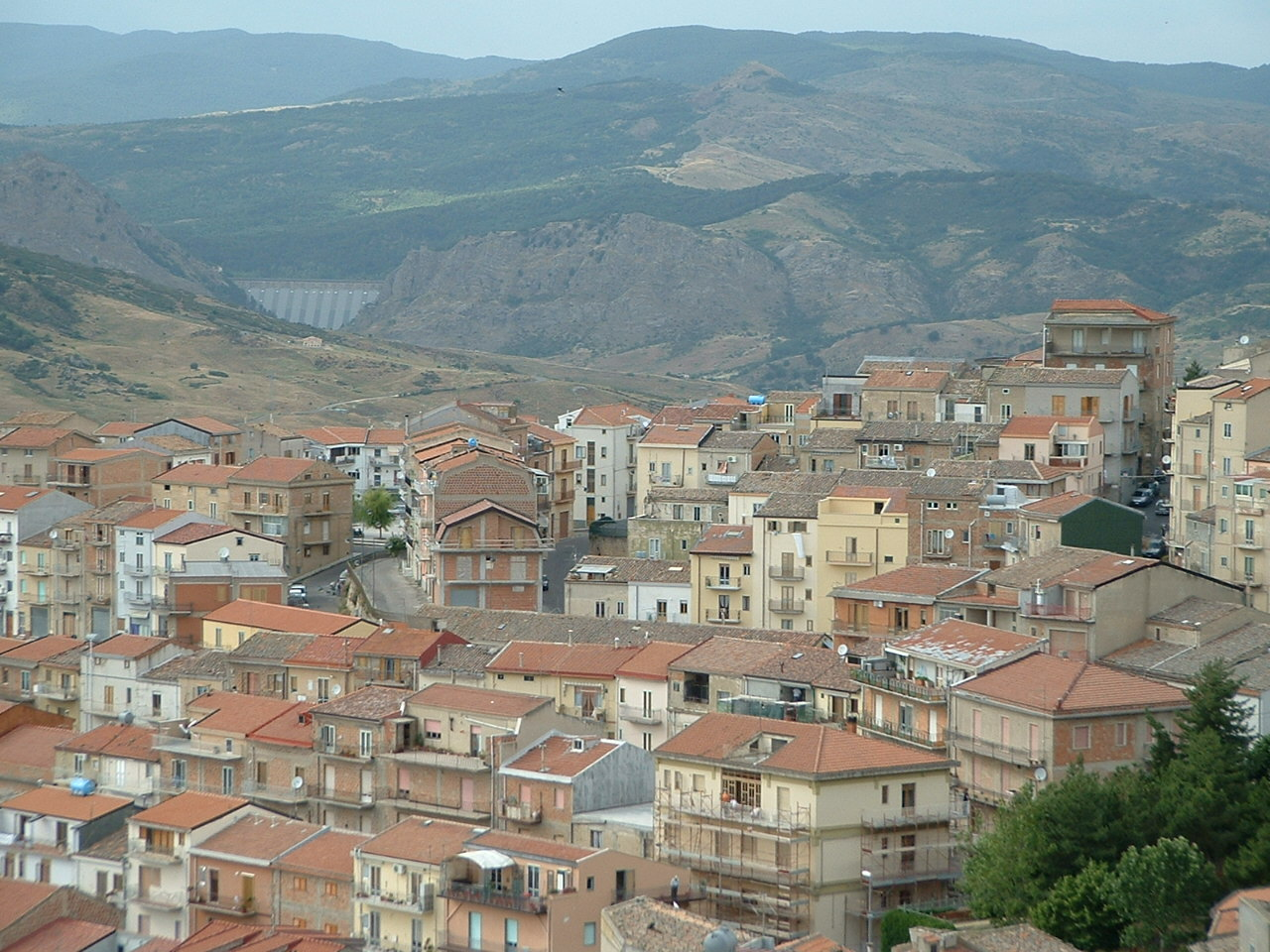
Troina als marges de l'Ancipa.
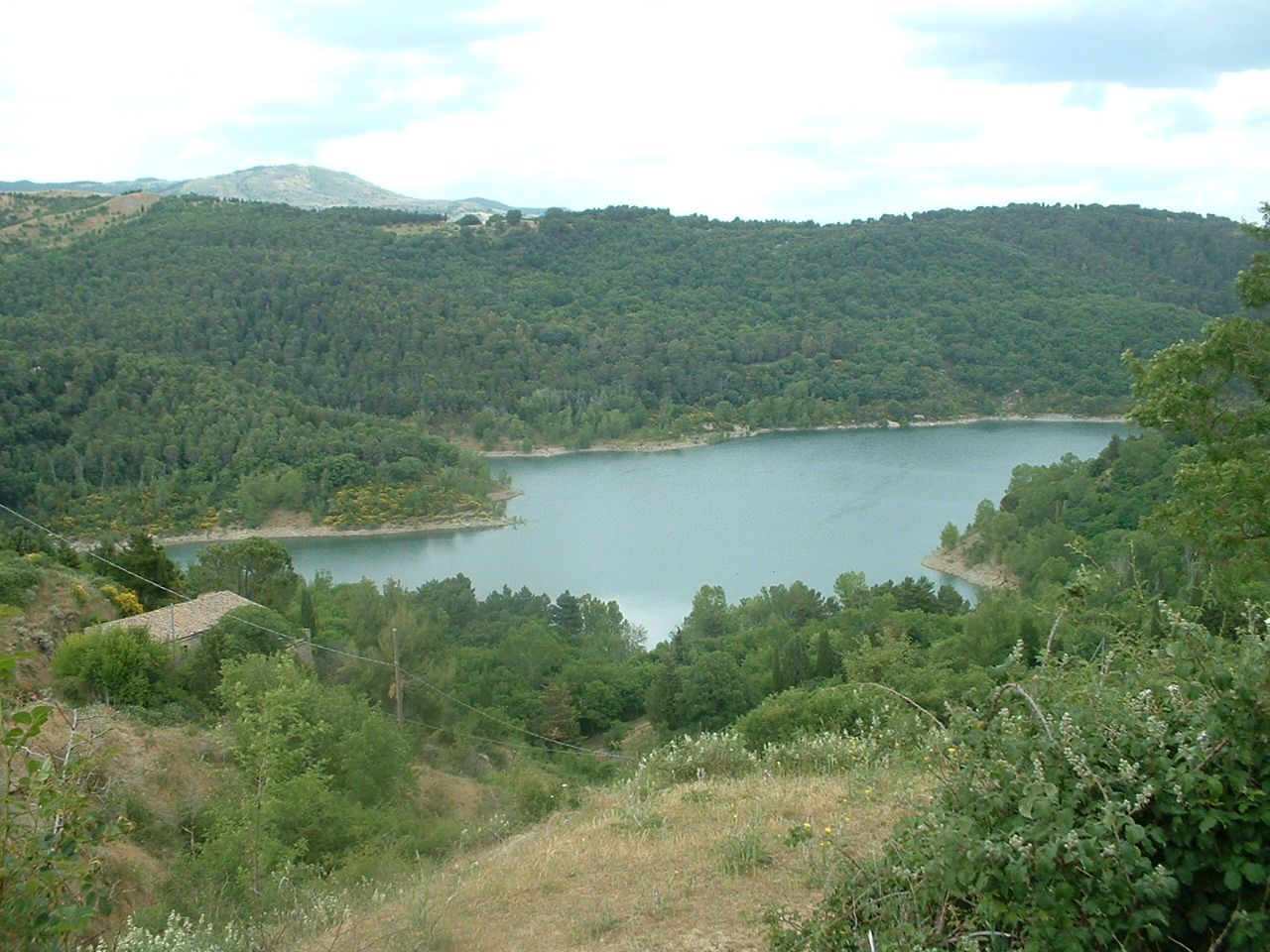
Llac Ancipa.
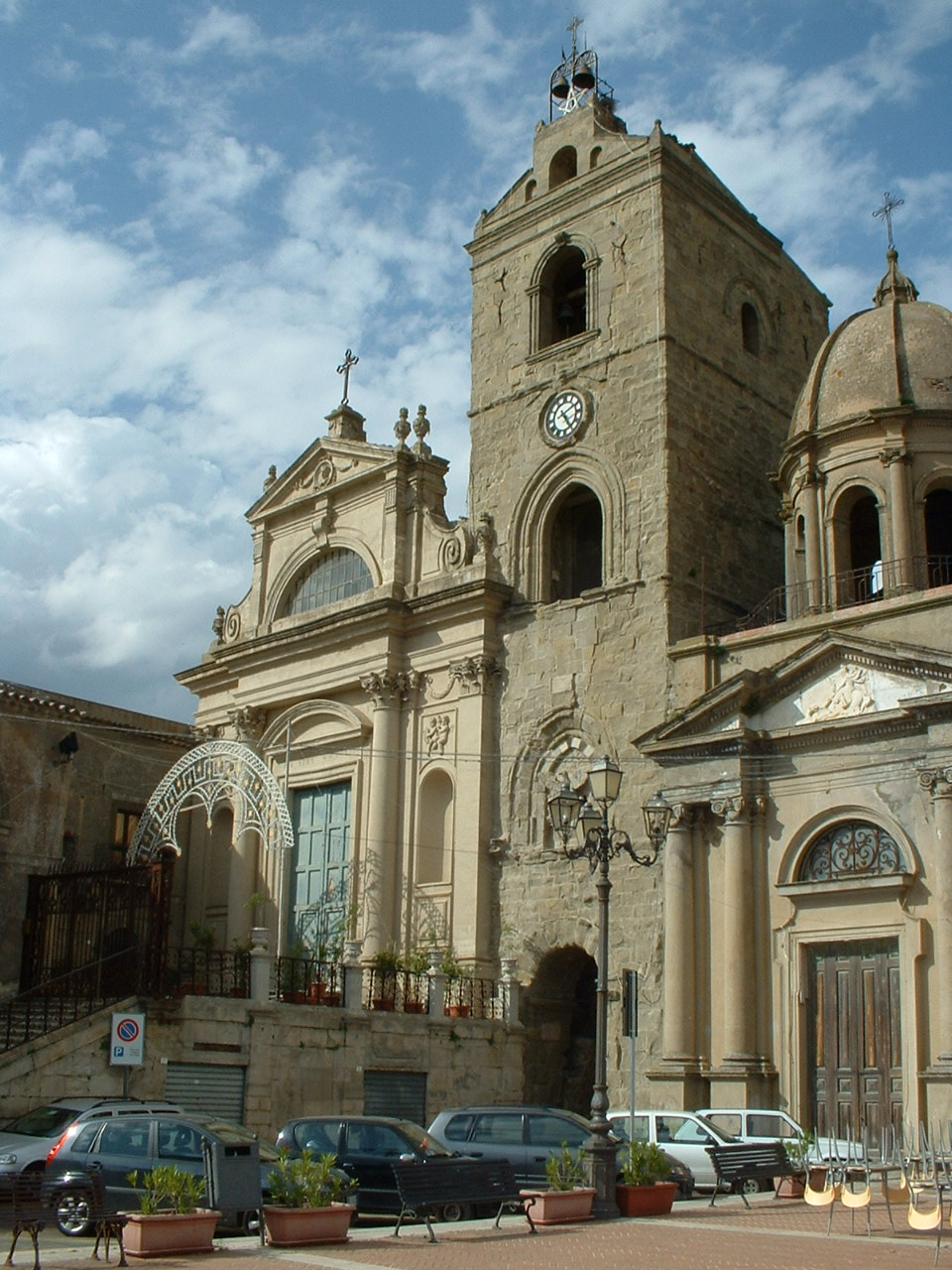
Catedral de Maria SS Annunziata, a la dreta, i l'Església de San Giorgio, a l'esquerra.